# 市原市立内田小学校
市原市立内田小学校（いちはらしりつ うちだしょうがっこう）は、千葉県市原市島田にかつて存在した公立小学校。文部科学省の学校コードはB112210004547、旧学校調査番号は121073。通称は内小（うちしょう）。2021年（令和3年）3月31日をもって閉校した。

## 概要
市原市南部の南総地区に位置する。明治時代に開校した歴史のある小学校であるが、児童数減少によって市原市立牛久小学校と統合し、2021年（令和3年）3月31日をもって閉校した。

## 沿革

### 概歴
1873年（明治6年）に石川小学校、高砂小学校、堀越小学校、奥野小学校が開校する。1887年（明治20年）に、これらの学校が統合して内田尋常小学校となった。1914年（大正3年）に、新校舎が宿174番地8に完成する。1941年（昭和16年）に国民学校令の交付により内田国民学校と改称した。戦後の1947年（昭和22年）に学校教育法が施行されると、内田村立内田小学校となる。1954年（昭和29年）には市町村合併によって南総町立内田小学校と改称した。1965年（昭和40年）に、同年3月31日限りで閉校した南総町立内田中学校跡地に移転する。1967年（昭和42年）には再びの市町村合併によって市原市立内田小学校となった。2003年（平成15年）からは市全体の小中学校より3年早く2学期制を導入した。その後は児童数減少が続き、ついに2021年（令和3年）3月31日をもって閉校となり、翌日より市原市立牛久小学校に編入となった。

### 年表
- 1873年（明治6年） - 石川小学校、高砂小学校、堀越小学校、奥野小学校として開校[1]。
- 1887年（明治20年） - 内田尋常小学校に改称[1]。
- 1914年（大正3年）3月1日 - 宿174番地8に新校舎が完成していて移転[1]。
- 1928年（昭和3年） - 木造校舎建築（現：内田未来楽校）[1]。
- 1941年（昭和16年）4月1日 - 内田国民学校に改称[1]。
- 1947年（昭和22年）4月1日 - 内田村立内田小学校に改称[1]。
- 1954年（昭和29年）11月15日 - 南総町立内田小学校に改称[1]。
- 1965年（昭和40年）4月1日 - 前日限りで閉校した南総町立内田中学校跡地に移転[1]。
- 1967年（昭和42年）10月1日 - 市原市立内田小学校に改称[1]。
- 2003年（平成15年）4月1日 - 二学期制導入[1]。
- 2021年（令和3年）3月31日 - 市原市立内田小学校閉校[3]。

## 校則

### 校歌
校歌についての情報は以下の通りである。
- 作詞：勝承夫
- 作曲：小林三千三

## 施設

### 敷地
敷地の詳細は以下の通りである。
| 所在地     | 〒290-0051 千葉県市原市島田20番地 |
| 所有者     | 市原市                            |
| 敷地面積   | 15,009m2                          |
| 用途地域   | 指定なし                          |
| 指定建蔽率 | 60%                               |
| 指定容積率 | 100%                              |
| 取得価格   | 447,285,000円                     |

### 建物
敷地内の建物は以下の通りである。
| 棟番号 | 棟名称     | 構造   | 階数        | 延床面積   | 建築年 | 耐震   | 耐震       | Is値 | 備考 |
| ------ | ---------- | ------ | ----------- | ---------- | ------ | ------ | ---------- | ---- | ---- |
| 001    | 校舎-1     | RC造   | 地上3階建て | 1,517.00m2 | 1981年 | 旧基準 | 耐震性あり | 0.86 |      |
| 002    | 体育館     | RC造   | 地上1階建て | 716.00m2   | 1985年 | 新基準 | 耐震性あり | 不明 |      |
| 003    | 校舎-2     | RC造   | 地上2階建て | 379.00m2   | 1991年 | 新基準 | 耐震性あり | 不明 |      |
| 004    | 倉庫・物置 | 木造   | 地上1階建て | 35.00m2    | 1969年 | -      | -          | -    |      |
| 005    | 倉庫・物置 | 鉄骨造 | 地上1階建て | 26.00m2    | 1997年 | -      | -          | -    |      |
| 006    | 倉庫・物置 | 木造   | 地上1階建て | 20.00m2    | 1985年 | -      | -          | -    |      |
| 007    | 倉庫・物置 | 木造   | 地上1階建て | 10.00m2    | 1969年 | -      | -          | -    |      |

## 規模
2020年（令和2年）5月1日現在の学校規模は以下の通りである。
| 児童数       | 40名  |
| 学級数       | 6学級 |
| 通学区域面積 | 不明  |
| 通学区域人口 | 不明  |

## 通学区域
閉校前の2020年（令和2年）4月1日の時点では、以下の町丁字とその範囲を通学区域に指定していた　。
- 宿
- 島田
- 堀越
- 市場
- 原田
- 石川
- 江子田
- 安久谷
- 米沢
- 真ケ谷
- 奥野の一部
- 鶴舞の一部

## 通学区域内施設
通学区域内の主な施設は以下の通りである。
- 内田未来楽校

## 中学校区
1947年度 - 1954年11月14日
- 内田村立内田中学校

1954年11月15日 - 1965年3月31日
- 南総町立内田中学校

1965年4月1日 - 1967年9月30日
- 南総町立牛久中学校

1967年10月1日 - 1971年3月31日
- 市原市立牛久中学校

1971年4月1日 - 2021年3月31日
- 市原市立南総中学校

## アクセス
- 上総牛久駅から徒歩42分